# Mont Niénokoué
Mont Niénokoué is een berg van het type inselberg in het zuidwesten van Ivoorkust in de regio Bas-Sassandra. De berg heeft een hoogte van meer dan 360 meter boven het zeeniveau en ligt in het Parc national de Taï.